# Војводство Лауенбург
Војводство Лауенбург је округ у јужном делу Немачке савезне државе Шлезвиг-Холштајн. 
Ово подручје садржи низ историјски важних градова као што су Лауенбург/Елб, Молн и Рацебург. 
Војводство Лауенбург носи име по некадашњем војводству Саксонија-Лауенбург, једном од делова некадашње јединствене Саксоније, која се 1260. поделила на Саксонију-Витенберг и Саксонију-Лауенбург. Кнежевина Линебург ју је преузела 1689, да би средином 19. века (1815—1864) била под суверенитетом војвода Холштајна, што је била једна од титула данског краља. Од 1864. војводство Лауенбург је у саставу Пруске, односно касније Немачке. 